# AutorenEdition
Die AutorenEdition war ein kollektiv und unhierarchisch geführtes Verlagsprojekt, das innerhalb des Münchner Bertelsmann Verlages von 1973 bis 1978 und anschließend bis 1982 im Athenäum Verlag betrieben wurde.

## Geschichte
Die Idee zur Gründung einer AutorenEdition stammte von Uwe Friesel, der seit 1971 mit Andreas Hopf, Verlagsleiter beim Bertelsmann-Verlag, über das Konzept diskutierte. 1972 schlossen sich mehrere Autoren – einige entstammten der 68er-Bewegung – zusammen, um unabhängig von Lektoren und Verlagen ihre Bücher auf den Markt zu bringen. Die Gruppe bildete innerhalb des Bertelsmann-Konzerns einen autonomen Verlag im Verlag: Die Autoren lektorierten sich gegenseitig ihre Manuskripte, schrieben die Klappentexte und stellten ein eigenes Programm mit etwa zwölf Titeln jährlich zusammen. Dafür erhielten sie ein monatliches Honorar. Der Verlagsleiter hatte zwar eine Stimme bei allen Entscheidungen zum Programm, konnte aber von den Herausgebern überstimmt werden; somit blieb deren Unabhängigkeit gewahrt. Die vier Herausgeber des ersten Programms 1973 waren:
- Uwe Friesel (von 1972 bis 1978)
- Richard Hey (von 1972 bis 1978)
- Hannelies Taschau (von 1972 bis 1974)
- Uwe Timm (von 1972 bis 1981).

Das programmatische Ziel der Herausgeber war es, mit realistischen und gesellschaftskritischen Werken eine möglichst breite Leserschicht zu erreichen. Dies drückte auch der Vorspruch aus, den zu Anfang jedes Buch enthielt:

„AutorenEdition: Dieses Wort steht für den Versuch einer neuen realistischen Prosa und zugleich für ein neues verlegerisches Modell. Autoren edieren Autoren. Nicht mehr ein einzelner entscheidet, sondern ein Redaktions-Komitee aus vier freien Schriftstellern und einem Vertreter des Verlages. Hinzu kommt, als sechster, ein gewählter Vertreter der von ihnen edierten Kollegen. Die AutorenEdition wendet sich an einen großen Leserkreis. Veröffentlicht werden ausschließlich Romane, Erzählungen und Kurzgeschichten deutschsprachiger Autoren. Die gesellschaftlichen Probleme sollen so anschaulich und unterhaltsam dargestellt werden, daß auch jene sie wiedererkennen können, über deren Köpfe bisher meist hinweggeschrieben wurde. Angestrebt wird eine realistische Schreibweise. Nicht die Schreibschwierigkeit des Autors angesichts einer widersprüchlichen Realität, sondern die Realität selber ist das Thema der AutorenEdition.“

Als Lektor arbeitete von 1977 bis 1982 der Schriftsteller Roman Ritter. 1978 kam es zum Bruch zwischen den Vertragsparteien: Der Bertelsmann-Verlag ließ über Peter O. Chotjewitz Roman Die Herren des Morgengrauens, dessen Erscheinen in der AutorenEdition geplant war, ein externes Gutachten erstellen. Es kam zu dem Ergebnis, dass in dem Roman eine Sympathie mit der RAF gezeigt werde. Bertelsmann kündigte die Zusammenarbeit mit der AutorenEdition. Nach verschiedenen Sondierungsgesprächen wurde schließlich ein Vertrag mit dem Athenäum Verlag geschlossen. Sein Bankrott im Jahr 1982 bedeutete auch das Ende der AutorenEdition. Die letzten Herausgeber waren Gerd Fuchs, Heinar Kipphardt und Uwe Timm.

## Programm (Auswahl)
1973
- Christian Geissler: Das Brot mit der Feile. Roman
- Gerd Fuchs:  Berlinger und die lange Wut. Roman

1978
- Roman Ritter, Hermann Peter Piwitt (Hrsg.): Die siebente Reise. Erzählungen

1980
- Sergio Ramírez: Die Spur der Caballeros. Roman

1981
- Uwe Timm (Hrsg.): Deutsche Kolonien. Fotoband

1982
- Johannes Schenk: Gesang des bremischen Privatmanns Johann Jakob Daniel Meyer.
- Karl-Heinz Jakobs: Die Frau im Strom, Kriminalroman, München / Königstein 1982, ISBN 3-7610-0583-0.

## Quelle
- Martin Hielscher: Uwe Timm. Biographie, dtv, München 2007, ISBN 978-3-423-31081-9.

- Literatur von und über AutorenEdition im Katalog der Deutschen Nationalbibliothek